# Casuariidae

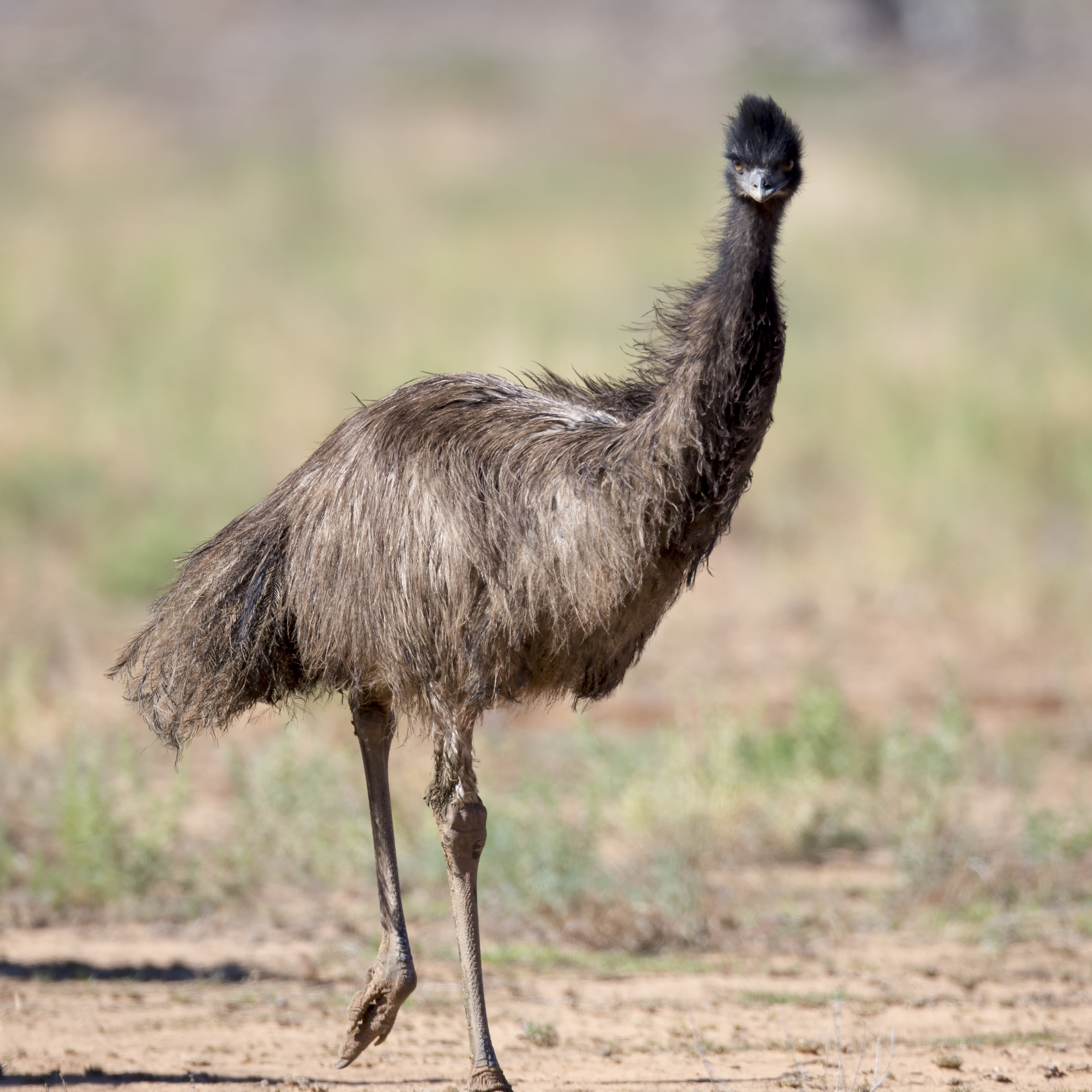
Emu

Die Casuariidae sind eine in Australien und Neuguinea vorkommende Laufvogelfamilie, die vier rezente Arten umfasst, den Emu und die drei Kasuararten.

## Merkmale
Alle vier Arten der Casuariidae haben einen ovalen, horizontal ausgerichteten, schweren Rumpf und lange, relativ dicke Beine mit drei nach vorn gerichteten Zehen an den Füßen (Tridactylie). Der innere Zeh der Kasuare ist mit einer langen, dolchartigen Kralle ausgestattet. Kasuare sind schwarz mit relativ steifen Federn, Emus sind graubraun mit weichen Federn. Die Befiederung wirkt bei den Kasuaren fast wie eine Behaarung, beim Emu ist sie moppartig und zottelig. Der Kopf ist klein, der Hals lang. Kopf und Nacken des Emus sind mit kurzen, borstigen Federn besetzt, der Kopf der Kasuare ist unbefiedert, bei zwei der drei Arten auch der Hals. Bei diesen zweien sind die blau-rot gefärbte Haut sowie herabhängende Hautlappen sichtbar.

## Lebensraum und Lebensweise
Der Emu lebt in trockenen Gegenden von Steppen bis zu offenen Wäldern und ernährt sich von Blättern, Früchten, Samen und Wurzeln verschiedener Pflanzen sowie von Insekten und anderen Wirbellosen. Die Kasuararten kommen in feuchteren Biotopen von Baumsavannen bis zum tropischen Regenwald vor und fressen vor allem zu Boden gefallene Früchte, außerdem Insekten und andere Wirbellose. Beide Gattungen sind monogam bis polyandrisch. Die Weibchen paaren sich mit einem oder mehreren Männchen und legen ihre Eier in die jeweiligen Nester. Die Nester werden vor der Paarung von den Männchen gebaut und bestehen aus einer Bodenvertiefung, die mit Laub und Gras ausgepolstert wird. Ein Gelege besteht beim Emu aus 5 bis 15, bei den Kasuaren aus 3 bis 8 Eiern. Das Männchen bebrütet die Eier über einen Zeitraum von sieben bis acht Wochen und führt die Jungen, schützt sie vor Beutegreifern und zeigt ihnen Essbares bis zu neun Monate lang. Junge Emus und Kasuare werden mit einem Alter von einem bis zwei Jahren geschlechtsreif.

## Gattungen und Arten
- Unterfamilie Casuariinae
  - Kasuare (Casuarius)
    - Bennettkasuar (C. bennetti)
    - Helmkasuar (C. casuarius)
    - Einlappenkasuar (C. unappendiculatus)
- Unterfamilie Dromaiinae
  - Emus (Dromaius)
    - Großer Emu (D. novaehollandiae)

## Systematik
Die Familie Casuariidae wurde im Jahr 1847 durch den deutschen Zoologen Johann Jakob Kaup eingeführt. Sie galt lange Zeit nur für die Kasuare (Casuarius), während die Emus (Dromaius) in den meisten Fällen in eine separate Familie eingeordnet wurden, die Dromaiidae, die im Jahr 1908 durch den amerikanischen Ornithologen Charles Wallace Richmond aufgestellt wurde. In modernen Systematiken werden jedoch sowohl Kasuare als auch Emus den Casuariidae zugeordnet. Die enge Verwandtschaft von Emus und Kasuaren war schon lange unumstritten und wurde in mehreren Veröffentlichungen bestätigt. Die nächsten Verwandten der Casuariidae sind die neuseeländischen Kiwis (Apterygidae) und die ausgestorbenen madagassischen Elefantenvögel (Aepyornithidae).